# Idaea versicolor
Idaea versicolor är en fjärilsart som beskrevs av Louis Beethoven Prout 1932. Idaea versicolor ingår i släktet Idaea och familjen mätare. Inga underarter finns listade i Catalogue of Life.